# Bolesław Dubicki

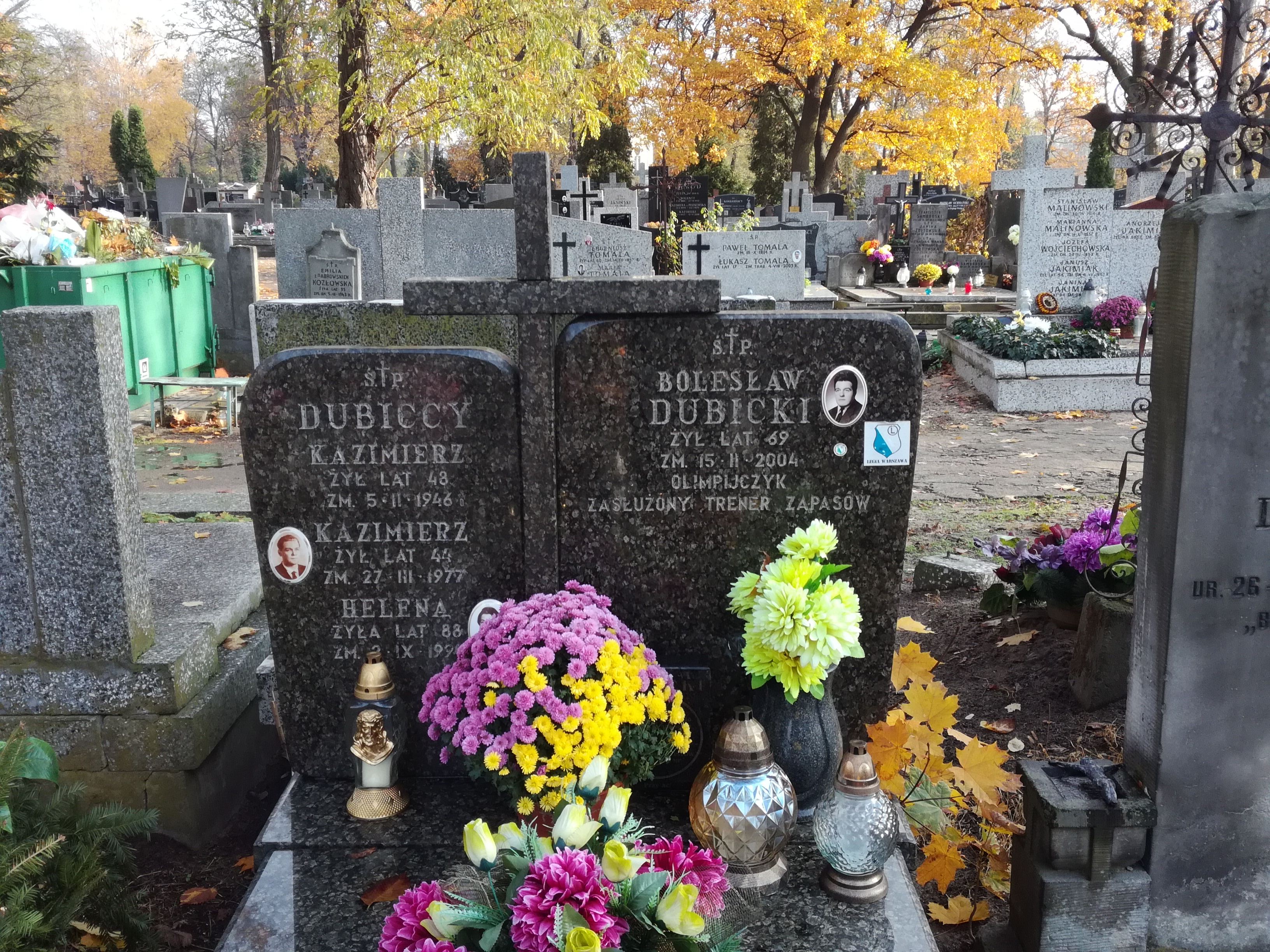
Grób Bolesława Dubickiego na cmentarzu Bródnowskim w Warszawie

Bolesław Dubicki (ur. 16 września 1934 w Warszawie, zm. 14 lutego 2004 tamże) – polski zapaśnik w stylu klasycznym, trener.

## Kariera sportowa
Zawodnik CWKS Legii Warszawa. W latach 60. XX wieku był ośmiokrotnie mistrzem Polski; należał do ścisłej czołówki światowej, ale nie zdobył medali mistrzostw świata i igrzysk, ocierając się o podium: olimpiada w Rzymie 1960 – 5-6. miejsce (waga średnia), w Tokio 1964 – 4. miejsce (waga półśrednia); mistrzostwa świata 1961 – 5. miejsce, 1965 i 1966 – 4. miejsce.
Ośmiokrotnie zdobywał tytuł mistrza Polski: w latach 1960, 1961 i 1965–1968 w wadze średniej i w latach 1963–1964 w wadze półśredniej.

## Trener
Był trenerem sekcji zapasów klasycznych w CWKS Legia Warszawa, jego zawodnikami byli m.in. mistrzowie olimpijscy z Atlanty 1996 Włodzimierz Zawadzki i Andrzej Wroński oraz wicemistrz tych igrzysk, Jacek Fafiński. Wychowankami Bolesława Dubickiego byli również Marek Pawlak (dwukrotny mistrz Polski), Marek Szustek (dwukrotny mistrz Polski), Łukasz Niewiadomski (medalista mistrzostw Polski).

## Upamiętnienie
W ramach Pucharu Polski kadetów w zapasach w stylu klasycznym odbywa się corocznie Memoriał im. Bolesława Dubickiego. Jest też patronem skweru na warszawskim Targówku.
Pochowany na cmentarzu Bródnowskim (kw. 25-D-II-4).

## Źródła
- Polski Komitet Olimpijski: Bolesław Dubicki – sylwetka w portalu www.olimpijski.pl. olimpijski.pl. [dostęp 2014-05-31]. (pol.).
- Bolesław Dubicki Bio, Stats, and Results. sports-reference.com. [dostęp 2017-02-20]. [zarchiwizowane z tego adresu (19 września 2011)]. (ang.).